# Безсмертний Джо
Безсмертний Джо, при народженні Джо Мур, — вигаданий персонаж австралійського постапокаліптичного бойовика «Божевільний Макс». Головний антагоніст фільму 2015 року Божевільний Макс: Дорога гніву; він також є головним персонажем однойменної супутньої серії коміксів «Дорога люті» та її приквелу «Фуріоза: Шлений Макс. Сага» 2024 року. У радіоактивній, постапокаліптичній пустелі серіалу Безсмертний Джо є могутнім полководцем; його культ і армія фанатичних «хлопців війни» шанують його як бога скандинавської міфології, який приведе їх до Валгалли. Він домінує в регіональній економіці через контроль над Цитаделлю, одним із єдиних джерел прісної води, що залишилися на пустелі. Однак Джо також неймовірно хворий через радіацію. Його бажання вивести генетично здорового спадкоємця свого королівства спонукає його придбати гарем сексуальних рабинь і жорстоко поводитися з ним, кандидат у який, Імператор Фуріоза, стає його довіреним військовим лейтенантом після того, як знищить воєначальника Дементуса у Ф'юріосі, перш ніж обернутися проти нього звільнити рабів Джо, що залишилися, з Цитаделі, тим самим спровокувавши події Дороги гніву.
У "Дорозі гніву " Безсмертного Джо зіграв Г'ю Кійс-Бірн, який раніше зобразив Носоріза в оригінальному «Шалений Макс». У фільмі "Фуріоза " Безсмертного Джо зобразив Лачі Халм, як Кійс-Бірн, який помер у 2020 році.

## Опис персонажа
У "Дорозі люті " Безсмертний Джо є «володарем пустки… Він носить прозорий пластиковий панцир — нагрудний панцир — поверх виразок, що сочилися, його довге біле волосся спалахує навколо маски з посмішкою скелета, яку він використовує, щоб приховати дихальний апарат. .» Кілька версій його панцира, на яких зображені медалі, зроблені з частин автомобіля та мобільного телефону, а також деякі справжні військові знаки (наприклад, знаки розрізнення офіцерів ВМС США), були створені в Artisan Armours у Сполученому Королівстві.
Наріжним каменем могутності Джо є War Boys, армія вмираючих молодих людей, які захворіли на рак та інші смертельні захворювання через радіоактивність Пустища. Щоб згуртувати цих людей під своїм прапором, Джо винаходить релігію, зосереджену на автомобілях, головою якої є він сам. Він заохочує вже вмираючих Хлопців війни шукати славної смерті в бою, обіцяючи доблесним солдатам місце у Вальгалла. Він також дозволяє їм жити в його скельній фортеці, Цитаделі, тоді як місцеві мешканці живуть у убогих тунелях. Щоб швидко переміщати своїх War Boys Пусткою, він підтримує велику колекцію доапокаліптичних транспортних засобів, яку він називає «Дім святих моторів»; його механіки творчо перепрофільовують транспортні засоби на бойові машини, включно з «War Rig», важко озброєним і броньованим танкером, який переправляє торгові товари через беззаконну пустку.
Хоча Хлопці Війни беззаперечно підкоряються Джо та вірять у його безсмертність, Джо повільно вмирає, і жоден із трьох його синів не є ідеальним наступником: Ріктус Еректус фізично значний, але нерозумний і потребує кисневого балона, щоб дихати; Скаброзна мошонка деформована і психологічно нестійка; а Corpus Colossus, хоч і дуже розумний, уражений недосконалим остеогенезом. В результаті Джо терміново купує, викрадає і краде генетично здорових жінок в надії народити здорового спадкоємця, перш ніж помре.

## Вигадана біографія

### Комікс
Комікс розповідає про походження Джо приходу до влади. Колишній полковник Джо Мур, чоловік, який став Безсмертним, Джо був прославленим солдатом австралійської армії, який на початку 21-го століття брав участь у війнах за воду та нафту, які допомогли спричинити глобальний апокаліпсис. Після краху цивілізації він і його люди покинули свої пости й пішли в глибинку, як і більшість інших. Потім вони перетворилися на жорстоку дорожню банду, причому Джо часто брав дружин і дочок конкуруючих членів банди як своїх рабів. У нього також був неназваний брат, який пішов за ним.
Під час одного зі своїх набігів товстий канібал, якого збираються стратити, розповідає Джо про водоносний горизонт, у який майже неможливо потрапити. Незважаючи на численні втрати, Джо врешті-решт вдається захопити водоносний горизонт, який згодом стане Цитаделлю. Його послідовники проголошують його «безсмертним», що згодом адаптовано до почесного «Безсмертний».
Поки Джо намагається захопити водоносний горизонт, він посилає розвідників, які виявляють занедбаний нафтопереробний завод і свинцеву шахту, які згодом перетворяться на Гастаун і Ферму Куля відповідно. Джо призначає свою праву руку майора Калашникова на чолі Ферми Куля; Калашников став відомий як Куля-Фермер. Джо також нагороджує людину, яка виявила місцезнаходження Цитаделі, контролем над Гастауном; ця людина стає відомою як Пожирач людей. Хоча тепер Джо контролює Цитадель, він починає піддаватися променевій хворобі .

### Фуріоза: Сага про Божевільного Макса
Безсмертний Джо з'являється у Furiosa, приквелі « Дороги люті», коли Орда байкерів воєначальника Дементуса облягає Цитадель. Тут Джо почав носити респіратор через хворобу. Крім того, за винятком Калашникова, його старий екіпаж солдатів або загинув, або пішов, залишивши Джо з культовою армією переважно молодих чоловіків, відомих як «Хлопці війни». Хлопці війни поклоняються Джо як божественній істоті, яка принесе їхні душі до Вальгалли. Хоча Дементус заохочує Хлопців Війни влаштувати переворот, Джо коротко демонструє безглуздість цього плану, наказуючи Хлопчику Війни вчинити теракт-смертник на очах у Дементуса. Тоді Хлопці Війни масово нападають на Байкерську Орду, виганяючи їх із Цитаделі. Однак Джо змушений вести переговори з Дементусом після того, як останній хитрощами захопив Гастаун у брата Джо, який виробляє бензин, який Джо використовує для викачування води з підземного водоносного горизонту Цитаделі. Після того, як свита Дементуса виявляє, що його в'язень Фуріоза не має вроджених вад, Джо купує Фуріозу у Дементуса. Він каже неповнолітній Фуріосі, що коли вона досягне повноліття, вона може стати однією з його «дружин». Однак Фуріоза тікає з приватного сховища Джо. Не маючи змоги самотужки втекти з Цитаделі, вона приєднується до армії Джо під фальшивим ім'ям і піднімається в лавах.
Через багато років Джо вирішує напасти на Гастаун, оскільки безгосподарність Дементуса призвела його майже до знищення. Він посилає War Rig забрати зброю та боєприпаси у свого союзника, Фермера-кулі. Однак Дементус влаштовує засідку на Військову установку, і Фуріоза залишається єдиною, хто вижив. Коли Фуріоза повертається до Цитаделі, воєнна рада Джо обговорює, як реагувати на чорний дим, що піднімається з Гастауна. Фуріоза, яка знайома зі стилем ведення війни Дементуса з часів, коли була його в'язнем, визнає, що дим — це хитрість і що Дементус хоче, щоб Джо розпочав тотальну атаку на Гастаун, щоб він міг здійснити таємну атаку на незахищену Цитадель. . Джо погоджується з Фуріозою. Хлопці війни обманюють Дементуса, змушуючи його думати, що вони прямують до Гастауна. Тим часом Джо успішно влаштовує засідку на нічого не підозрюючого Дементуса на шляху до Цитаделі, дозволяючи Хлопцям війни взяти верх у 40-денній війні Джо з Байкерською Ордою. Після того, як Хлопці Війни розбили Орду, Ф'юріоза захопила Дементуса, який втікав, і Джо підвищив її до Імператора.

### Відеогра
Джо безпосередньо не з'являється в грі, але гра представляє групу War Boys на чолі з його сином Скаброусом Скротом. У грі Скрот зображений як третій лідер Гастауна (після брата Безсмертного Джо та Дементуса); Джо відмовився дозволити Скротусу успадкувати Цитадель через божевілля останнього. Коли Макс встромляє бензопилу в голову Скротуса на початку гри, Скротус наполягає на тому, щоб вбити Макса. Його вбивають наприкінці гри, що відкриває шлях Пожирачу людей (військовому стратегу Джо у Фуріоза) захопити Гастаун.

### Божевільний Макс: Дорога гніву
Дорогою люті Безсмертний Джо все ще залишається наймогутнішим воєначальником пустки, а його союзники твердо контролюють Гастаун і Ферму Куля. Проте Цитадель занепадає. Здоров'я Джо погіршилося ще більше, йому навіть довелося вставати з місця. У нього немає здорового спадкоємця і залишилося лише п'ять дружин: Тост «Знаюча», Здібна, Даг, Чідо «Тендітна» та його улюблена «Чудова» Ангарад. (Фуріоза показує, що політика Джо полягає в тому, щоб відмовлятися від своїх дружин після трьох невдалих спроб вивести здорового спадкоємця.) Дві з цих дружин — Ангарад і Даг — вагітні потенційними спадкоємцями.
На початку фільму Джо відправляє War Rig (під командуванням імператора Фуріози) на, здавалося б, звичайний рейс постачання до Гастауна та ферми Куля. Хоча його сили захопили Макса Рокатанскі, він не усвідомлює значення Макса. Однак, коли він бачить, що Ф'юріоза відхилилася від курсу, Джо перевіряє своє приватне сховище та розуміє, що П'ять Дружин втекли у War Rig. Розлючений і відчайдушний Джо бере з собою в погоню всіх здорових хлопців війни в Цитаделі. Він також наказує Гастауну та Фермі Куля надіслати власні армії на допомогу. У хаосі погоні Макс тікає; маючи нікуди йти, він погоджується допомогти Фуріозі.
Джо ледь не ловить War Rig у вузькому каньйоні, але кожного разу, коли War Boys намагаються застрелити Фуріозу, Ангарад вилазить за межі War Rig, щоб діяти як живий щит, знаючи, що Джо не ризикне поранити свою ненароджену дитину. Під час одного з таких зіткнень Ангарад спотикається і потрапляє на шлях вантажівки-монстра Джо, який переїжджає її, вбиваючи і Ангарад, і плода. Кесарів розтин показує, що плід був фізично ідеальним, що ще більше розлютило Джо.
Джо зупиняє свою армію в пустелі, обмірковуючи свій наступний крок. На свій превеликий подив, він бачить, що War Rig розвернувся і прямує назад до Цитаделі, оскільки первісне місце призначення Фуріози більше не може підтримувати людське життя. В іронічному відлунні хитрощів Гастауна у фільмі «Фуріоза» Джо усвідомлює, що залишив Цитадель незахищеною. Тим не менш, йому вдається наздогнати War Rig на своєму особистому транспортному засобі Gigahorse. Однак Фуріоза сідає на борт «Гігаконя» і використовує гарпун, щоб здерти дихальну маску Джо, розірвавши щелепу Джо і вбивши його. Військовий загін Фуріози захоплює «Гігаконя» та кидає «Військову платформу» в каньйоні, де загинув Ангарад, не даючи решті армії Джо переслідувати їх. Фуріоза безперешкодно повертається до Цитаделі, де Макс представляє труп Джо місцевим жителям, які святкують його смерть. Втративши свого «рятівника», хлопці війни, що залишилися, неохоче здають Цитадель Фуріозі, назавжди покінчивши з режимом і династією Джо.

## Рецепція
Пишучи про фільм для ABC News, Майкл Ротман описав Безсмертного Джо як «справжнього поганого хлопця, який зовсім не схожий на будь-якого лиходія, який коли-небудь прикрашав екрани». Джоанна Робінсон ' журналу Vanity Fair описала його як «кошмарного» і «досить класичного творіння Міллера з фетишем черепа, якому позаздрив би навіть підліток-гот». Спенсер Корнхабер з The Atlantic писав: «Мабуть, 2015 рік ближче до створення списків „Найбільших лиходіїв усіх часів“ був у фільмі „Божевільний Макс: Дорога люті“, де рабовласницький воєначальник Безсмертний Джо носив нудотний головний убір і не менш нудотний тато».